# 查尔斯·克拉伦登·巴卢
查尔斯·克拉伦登·巴卢（英語：Charles Clarendon Ballou，1862年6月13日—1928年7月23日）是一名美国陆军军官，在第一次世界大战期间获頒少将军衔。

## 早期生活
巴卢出生于纽约州奥兰治。他以第63名毕业于美国军事学院1886届毕业生。约翰·潘兴是他的同学之一。

## 职业生涯
毕业后，巴卢服役于第十六步兵团，并在远西地区执行任务。1891年至1893年间，巴卢担任佛罗里达州立农业学院军事科学与战术教授。1897年至1898年，他就读于步兵骑兵学校。1898年7月8日至10月20日，他担任伊利诺伊州第七志愿步兵团少校。1899年，他在菲律宾担任团军需官，参加了萨波特河战役。他于1916年就读于野战军官学校，并于1916年和1917年就读于美国陆军战争学院。
巴卢于1917年8月晋升为国民军准将，随后于11月28日晋升为少将。第一次世界大戰期间，他在1917年10月27日至1918年11月18日指挥第92步兵師，并在11月19日至2月1日指挥第86步兵師。巴卢于1926年以上校身份退休，服役四十年。

## 勋章
巴卢获得的勋章包括银星奖章、棕榈十字勋章和法國榮譽軍團勳章。 

## 个人生活
1886年6月30日，巴卢与科拉·梅·亨德里克在纽约州霍恩比鎮结婚，并生下两个孩子。他们的女儿朱莉娅·贝莎·巴卢是一位肖像画家和美国西部艺术画家。他们的儿子查尔斯·纳尔逊·森·巴卢曾短暂就读于西点军校，然后加入陆军，二战后以上校身份退休。

## 死亡与遗产

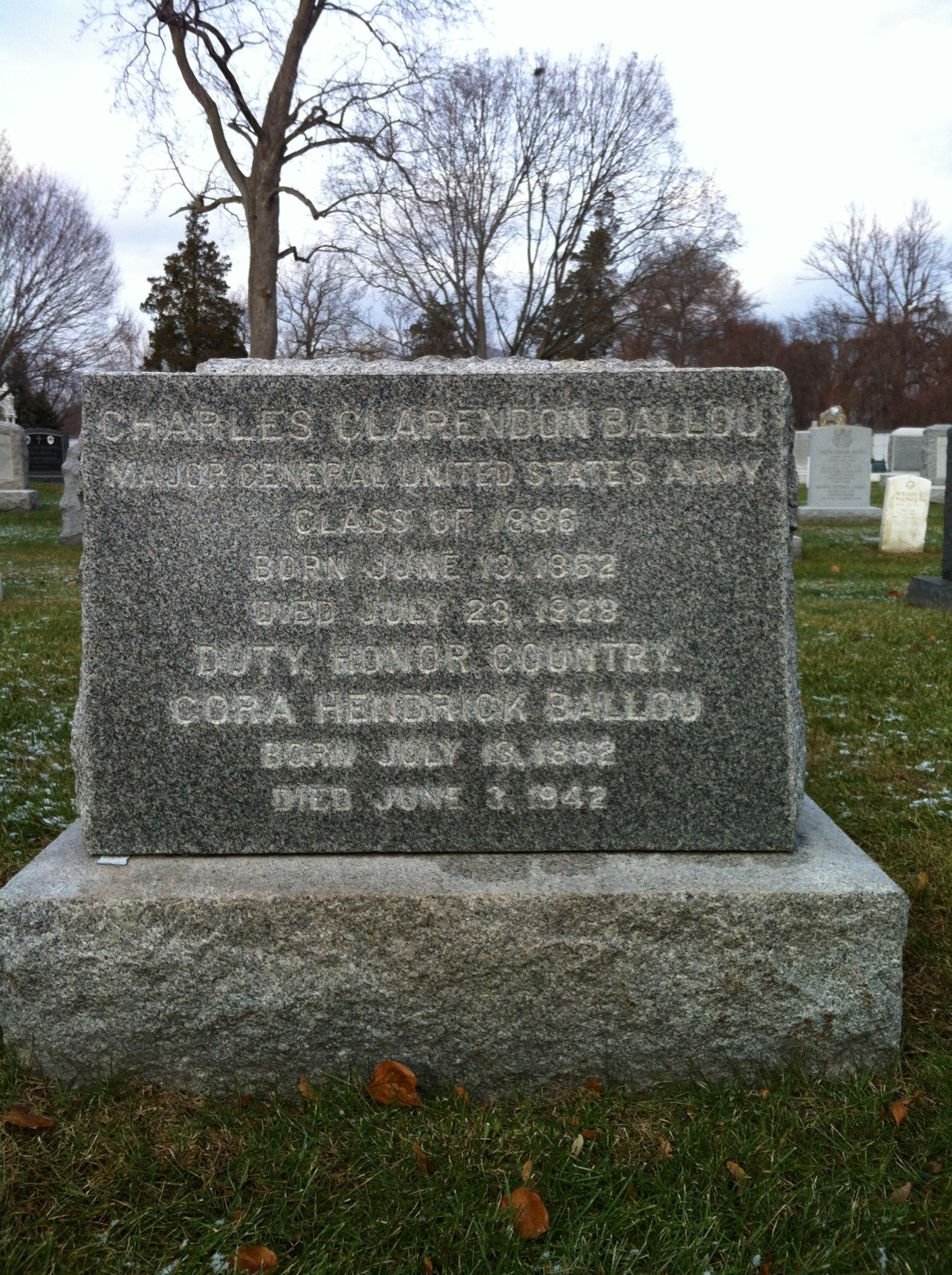
西点军校公墓查尔斯·C·巴卢少将的坟墓

查尔斯·克拉伦登·巴卢于1928年7月23日去世，享年66岁。1930年6月，国会法案恢复了他的少将军衔他最初被埋葬在华盛顿州斯波坎的乔治赖特堡公墓，但他的遗体于1931年被转移到西点军校公墓
二战期间使用的GO Squier将军级运输舰CC Ballou将军号（AP-157）就是以他的名字命名的。